# 24 Capricer för soloviolin (Paganini)
| I denna artikel     |
| används tonnamnen   |
| B♭ och H.           |
| Se olika skrivsätt. |

Niccolò Paganinis 24 Capricer för soloviolin, Op.1, skrevs mellan 1802 och 1817 och publicerades 1819. Capricerna är övningar som behandlar olika violintekniska moment, t.ex. dubbelgrepp, lägeväxlingar och flygande spiccato.

## Lista över capricer
- Caprice No. 1 i E-dur: Andante
- Caprice No. 2 i h-moll: Moderato
- Caprice No. 3 i e-moll: Sostenuto – Presto – Sostenuto
- Caprice No. 4 i c-moll: Maestoso
- Caprice No. 5 i a-moll: Agitato
- Caprice No. 6 i g-moll: Lento
- Caprice No. 7 i a-moll: Posato
- Caprice No. 8 i E♭-dur: Maestoso
- Caprice No. 9 i E-dur: Allegretto
- Caprice No. 10 i g-moll: Vivace
- Caprice No. 11 i C-dur: Andante – Presto – Andante
- Caprice No. 12 i A♭-dur: Allegro
- Caprice No. 13 i B♭-dur: Allegro
- Caprice No. 14 i E♭-dur: Moderato
- Caprice No. 15 i e-moll: Posato
- Caprice No. 16 i g-moll: Presto
- Caprice No. 17 i E♭-dur: Sostenuto – Andante
- Caprice No. 18 i C-dur: Corrente – Allegro
- Caprice No. 19 i E♭-dur: Lento – Allegro Assai
- Caprice No. 20 i D-dur: Allegretto
- Caprice No. 21 i A-dur: Amoroso – Presto
- Caprice No. 22 i F-dur: Marcato
- Caprice No. 23 i E♭-dur: Posato
- Caprice No. 24 i a-moll: Tema con Variazioni (Quasi Presto)